# Itálie na Letních olympijských hrách 2016
Itálii na Letních olympijských hrách v roce 2016.

## Medailisté
| Medaile | Jméno | Sport             | Soutěž                                                    |
| ------- | --- | ----------------- | --------------------------------------------------------- |
| Zlato   | Elia Viviani | Cyklistika        | Muži omnium                                               |
| Zlato   | Niccolò Campriani | Sportovní střelba | Muži 50 metrů libovolná malorážka 3×40 ran polohový závod |
| Zlato   | Gregorio Paltrinieri | Plavání           | Muži 1500 m volný způsob                                  |
| Zlato   | Gabriele Rossetti | Sportovní střelba | Muži skeet                                                |
| Zlato   | Diana Bacosiová | Sportovní střelba | Ženy skeet                                                |
| Zlato   | Niccolò Campriani | Sportovní střelba | Muži 10 metrů vzduchová puška                             |
| Zlato   | Daniele Garozzo | Šerm              | Muži fleret                                               |
| Zlato   | Fabio Basile | Judo              | Muži 66 kg                                                |
| Stříbro | Oleg Antonov Emanuele Birarelli Simone Buti Massimo Colaci Simone Giannelli Osmany Juantorena Filippo Lanza Matteo Piano Salvatore Rossini Pasquale Sottile Luca Vettori Ivan Zaytsev                                         | Volejbal          | turnaj mužů                                               |
| Stříbro | Giulia Gorlero Chiara Tabani Arianna Garibotti Elisa Queirolo Federica Radicchi Rosaria Aiello Tania Di Mario Roberta Bianconi Giulia Enrica Emmolo Francesca Pomeri Aleksandra Cotti Teresa Frassinetti Laura Teani          | Vodní pólo        | Družstvo žen                                              |
| Stříbro | Daniele Lupo Paolo Nicolai | Plážový volejbal  | Muži                                                      |
| Stříbro | Rachele Bruniová | Plavání           | Ženy 10 km maratón                                        |
| Stříbro | Marco Fichera Enrico Garozzo Paolo Pizzo Andrea Santarelli | Šerm              | Družstvo mužů kord                                        |
| Stříbro | Chiara Caineroová | Sportovní střelba | Ženy skeet                                                |
| Stříbro | Elisa Di Franciscaová | Šerm              | Ženy fleret                                               |
| Stříbro | Marco Innocenti | Sportovní střelba | Muži double trap                                          |
| Stříbro | Giovanni Pellielo | Sportovní střelba | Muži trap                                                 |
| Stříbro | Odette Giuffridaová | Judo              | Ženy 52 kg                                                |
| Stříbro | Tania Cagnottová Francesca Dallapéová | Skoky do vody     | Ženy synchronizované skoky z prkna 3 m                    |
| Stříbro | Rossella Fiamingová | Šerm              | Ženy kord                                                 |
| Bronz   | Frank Chamizo | Zápas             | Muži volný styl 65 kg                                     |
| Bronz   | Stefano Tempesti Francesco Di Fulvio Niccolò Gitto Pietro Figlioli Alessandro Velotto Michael Bodegas Andrea Fondelli Valentino Gallo Christian Presciutti Nicholas Presciutti Matteo Aicardi Alessandro Nora Marco Del Lungo | Vodní pólo        | Družstvo mužů                                             |
| Bronz   | Tania Cagnottová | Skoky do vody     | Ženy 3 m prkno                                            |
| Bronz   | Gabriele Detti | Plavání           | Muži 1500 m volný způsob                                  |
| Bronz   | Domenico Montrone Matteo Castaldo Matteo Lodo Giuseppe Vicino | Veslování         | Muži čtyřka bez kormidelníka                              |
| Bronz   | Marco Di Costanzo Giovanni Abagnale | Veslování         | Muži dvojka bez kormidelníka                              |
| Bronz   | Elisa Longo Borghini | Cyklistika        | Ženy závod s hromadným startem                            |
| Bronz   | Gabriele Detti | Plavání           | Muži 400 m volný způsob                                   |